# Jimmy Thelin
Bo Jimmy Thelin (Jönköping, 14 marzo 1978) è un allenatore di calcio ed ex calciatore svedese, di ruolo difensore, tecnico dell'Aberdeen.

## Biografia
È fratello maggiore di Tommy Thelin, ex attaccante e capitano dello Jönköpings Södra anche ai tempi in cui Jimmy era l'allenatore della squadra.

## Carriera

### Giocatore
Ha giocato come difensore fino al 2003 nell'IF Hagapojkarna (oggi ribattezzato IF Haga), una delle squadre locali della cittadina di Jönköping, con cui ha militato tra il campionato di Division 3 e quello di Division 4.

### Allenatore
Nel 2005 ha iniziato di fatto la sua carriera da allenatore quando ha assunto la guida dell'FC Ljungarum, club fondato proprio in quell'anno, anch'esso con sede a Jönköping. Il primo campionato disputato dalla squadra è stato quello di Division 6 nel 2006, dominato con 17 vittorie su 18 partite totali.
È rimasto al Ljungarum fino al termine della stagione 2008 vincendo nel frattempo un altro campionato, poi è passato allo Jönköpings Södra, inizialmente nelle vesti di allenatore della formazione Under-17. Successivamente gli sono state affidate anche le squadre Under-19 e Under-21.
All'inizio della stagione 2014, con il precedente l'allenatore Mats Gren passato al ruolo di direttore sportivo dell'IFK Göteborg, la prima squadra dello Jönköpings Södra si era ritrovata senza tecnico a campionato già iniziato. Il consiglio di amministrazione ha deciso così di promuovere capoallenatore Jimmy Thelin, che ha chiuso al 4º posto in Superettan in quello che è stato il miglior piazzamento del club dal 1976. Nel campionato successivo è riuscito a conseguire un risultato ancora migliore, ovvero il 1º posto in Superettan che ha riportato lo J-Södra in Allsvenskan a 46 anni dall'ultima presenza.
La prima stagione di Thelin in Allsvenskan si è conclusa con una salvezza ottenuta con tre giornate d'anticipo. All'ultima giornata dell'Allsvenskan 2017, invece, lo Jönköpings Södra è stato condannato agli spareggi salvezza a seguito dello 0-0 casalingo contro l'Östersund e della contemporanea vittoria del GIF Sundsvall per 0-3 sul campo dell'IFK Göteborg. La squadra ha avuto poi la peggio nel doppio confronto contro il Trelleborg ed è scesa in Superettan.
Nonostante la retrocessione, Thelin è stato scelto dalla dirigenza dell'Elfsborg come nuovo allenatore per la stagione 2018, con un contratto della durata di tre anni. Dopo aver collezionato un dodicesimo posto e un ottavo posto, la sua squadra ha chiuso l'Allsvenskan 2020 al secondo posto, seppur a nove punti di distanza dai campioni del Malmö FF. L'anno seguente il suo Elfsborg si è mantenuto ai primi posti della classifica, con il quarto posto nell'Allsvenskan 2021 a soli quattro punti dalla vetta. Nel 2022 i gialloneri hanno terminato il torneo al sesto posto, ma nell'Allsvenskan 2023 sono tornati a lottare per il titolo occupando il vertice solitario della classifica per quasi metà stagione: per conquistare il titolo era sufficiente una vittoria casalinga alla penultima giornata contro il poi retrocesso Degerfors, ma il 2-2 di quella gara ha rimandato tutto allo scontro diretto dell'ultima giornata che ha visto prevalere il Malmö FF per 1-0. Thelin è stato ugualmente premiato come allenatore dell'anno di quel campionato.
Il 16 aprile 2024, all'indomani della terza giornata del campionato di quell'anno, è stato ufficializzato che a partire dal successivo 3 giugno Thelin avrebbe lasciato l'Elfsborg per diventare il nuovo allenatore degli scozzesi dell'Aberdeen, che hanno acquisito le prestazioni del tecnico pagando una somma al club svedese.

## Palmarès

### Allenatore

#### Competizioni nazionali
- Superettan: 1

Jönköpings Södra: 2015
- Coppa di Scozia: 1

Aberdeen: 2024-2025